# Fette Fraktur
Fette Fraktur is een zogenaamde Fraktur lettertype met schreven ontworpen in 1850 door de Duitse stempelsnijder Johann Christian Bauer (1802-1867). De lettergieterij C.E. Weber heeft in 1875 een versie uitgegeven, en letteruitgeverij D. Stempel AG heeft de hier afgebeelde versie uitgegeven in 1908.
Fette Fraktur (Duits voor "vette fraktuur") is gebaseerd op andere vroegere frakturen. Deze zware negentiende-eeuwse variant is ontwikkeld voor advertenties in plaats van tekst.
Gedurende bijna honderd jaar is de fraktuur een standaardletter geweest voor Duitstalige en delen van Scandinavische landen. Onder het Derde Rijk was het lettertype aanvankelijk geaccepteerd als standaard, tegenover schreefloze lettertypes zoals die werden ontwikkeld door Bauhaus. Martin Bormann verbood het lettertype echter in 1941, vanwege de Joodse komaf van de ontwerpers. Een andere reden zou zijn geweest de minder makkelijke leesbaarheid in landen buiten Duitsland. Na de oorlog vermeden ook de geallieerden het lettertype omdat bezettingstroepen het niet konden lezen.
De verbanning van frakturen was begonnen, en in Duitsland en Scandinavische landen werd het vervangen met antiqua (romeinse) lettertypes.
Deze herinnering aan het Derde Rijk en het gevoel dat het lettertype ouderwets leek, verminderde het gebruik ervan.
Toch werden Fette Fraktur en andere frakturen nog toegepast in advertenties, boektitels en verpakkingen als traditionele communicatiestijl tussen Oostenrijkse, Beierse en Duitse gebieden.
Met de afname in gebruik zijn ook het typografische toepassing en reglementen van de lange s, de korte s, en ligaturen geleidelijk aan in verval geraakt.
Soms werden fraktuur lettertypen onterecht "Old English" genoemd.
Fette Fraktur en varianten zijn nu populair in onder andere de wereld van hip-hop en mode. Die lettervormen zijn eerder afgeleid van lettertype Textualis in plaats van Fraktur.